# The Journal of Military History
O Journal of Military History é um jornal acadêmico trimestral revisado por pares que cobre a história militar cobrindo todos os períodos e lugares. É o jornal oficial da Sociedade de História Militar. A revista foi criada em 1937 e o editor-chefe é Bruce Vandervort, do Instituto Militar da Virgínia. É resumido e indexado no Arts & Humanities Citation Index e Current Contents /Arts & Humanities.

## História
A revista foi criada em 1937 como Journal of the American Military Foundation. Foi renomeado Journal of the American Military Institute em 1939 e Military Affairs: The Journal of Military History, Including Theory and Technology em 1941, antes de obter seu nome atual em 1989.